# Chałupisko (szczyt)
Chałupisko (936 m) – szczyt w Paśmie Lubania w południowo-wschodniej części Gorców. Wznosi się pomiędzy szczytem Bukowinka i Cyrla. Północne stoki Cyrli opadają do doliny Furcówki, południowe do doliny potoku Granicznik.
Chałupisko jest całkowicie porośnięte lasem. Przez jego szczyt przebiega granica między wsią Szlembark (stoki południowe) i Ochotnicą Górną (stoki północne) w powiecie nowotarskim, w województwie małopolskim.

## Szlaki turystyki pieszej
Główny Szlak Beskidzki, odcinek: Knurowska Przełęcz – Turkówka – Turkowska – Bukowinka – Chałupisko – Cyrla – Studzionki – Kotelnica – Runek (Hubieński) – Runek – Polana Wybrańska – Kudowski Wierch – Kudów – Jaworzyny Ochotnickie – Lubań – Wierch Lubania. Odległość 13,7 km, suma podejść 750 m, suma zejść 430 m, czas przejścia: 4 godz., z powrotem 3.05 godz.